# Ferdinand Spohr
Ferdinand Spohr (* 1792 in Seesen; † 1831 in Kassel) war ein Violinist und Kammermusiker in Wien und Kassel.

## Leben
Ferdinand Spohr war ein jüngerer Bruder von Louis Spohr. Sein Vater war Karl Heinrich Spohr, Medizinalrat (1756–1843), seine Mutter Ernestine Henke (1763–1840). Ferdinand war der erste von zahlreichen Schülern seines weit bekannteren Bruders Louis. Ferdinand verfertigte für Louis eine Reihe Klavierauszüge unter anderem zu den Opern Jessonda, Der Berggeist, Pietro von Abano, Faust und zu dem Oratorium Die letzten Dinge. Ferdinand Spohr heiratete 1825 Karoline Robert (1806–1854) und hatte mit ihr die Kinder Ludwig und Emma Spohr. Nach seinem frühen Tod kümmerte sich sein Bruder Louis um die Familie.